# Lebakeng Airport
Lebakeng Airport är en flygplats i Lesotho.   Den ligger i distriktet Thaba-Tseka, i den centrala delen av landet, 130 km sydost om huvudstaden Maseru. Lebakeng Airport ligger 1 843 meter över havet.
Terrängen runt Lebakeng Airport är kuperad österut, men västerut är den bergig. Runt Lebakeng Airport är det ganska glesbefolkat, med 36 invånare per kvadratkilometer. Närmaste större samhälle är Sehonghong, 18,5 km nordost om Lebakeng Airport. Omgivningarna runt Lebakeng Airport är i huvudsak ett öppet busklandskap.